# Sveti razgovor
Tema svetoga razgovora (tal. sacra conversazione; lat. sacra conversatio) tip je kompozicije u kojoj je prikazana  Bogorodica s Djetetom na prijestolju okružena  svecima i donatorima u povezanoj grupnoj cjelini, njihovi međusobni odnosi takvi su kao da razgovaraju.
Sveci iz raznih vremenskih razdoblja prikazuju se zajedno, bez obzira na razdoblje u kojem su živjeli.
Za prisutnost svetaca na prikazu sacra conversazione postoji mnogo razloga; može biti zaštitnik crkve za koju je oltarna pala naslikana, zaštitnik donatorova grada ili pak oznaka umjetnikova podrijetla. Često se javlja i svetac kao imenjak donatora te se prema njemu može identificirati donator. Slike naslikane za samostanske redove najčešće prikazuju osnivače reda i njihove svece. Mnoga takva djela su i zavjetne slike koje su darivane crkvi u znak zahvalnosti za primljene milosti. Ponekad je prikazan donator koji kleči kraj svog sveca zaštitnika ili je pak prikazan sa svojom obitelji u trajnoj molitvi. Na pojedinim je slikama čak prisutan umjetnikov autoportret.